# اسلام‌آباد (صومعه‌سرا)
اسلام‌آباد، روستایی از توابع بخش مرکزی شهرستان صومعه‌سرا در استان گیلان ایران است.
مردم شهرستان صومعه‌سرا گیلک هستند و به زبان گیلکی با لهجه صومعه‌سرایی سخن می‌گویند. همچنین ساکنین ارتفاعات در بخش میرزا کوچک و روستاهای چکوور و طالش محله در بخش مرکزی شهرستان به زبان تالشی سخن می‌گویند.
صومعه‌سرا شهر جدیدی است و به همین علت اکثر ساختمان‌های آن نوساز هستند.
کاشت صنوبر در سالهای اخیر رایج و شهرستان به عنوان بیشترین تولیدکننده این نوع چوب در ایران محسوب می‌شود.از ویژگی‌های شهرستان وجود تالاب انزلی در شمال آن است که از نظر زیست‌محیطی، گردشگری و اقتصادی دارای اهمیت ویژه‌ای است.

## جمعیت
این روستا در دهستان کسما قرار دارد و براساس سرشماری مرکز آمار ایران در سال ۱۳۸۵، جمعیت آن ۳۶۴ نفر (۱۰۰ خانوار) بوده‌است.